# Chiesa di San Silvestro Papa (Gorizia)
La chiesa di San Silvestro Papa è la parrocchiale di Piuma, frazione di Gorizia, in provincia ed arcidiocesi di Gorizia; fa parte del decanato di Sant'Andrea di Gorizia.

## Storia

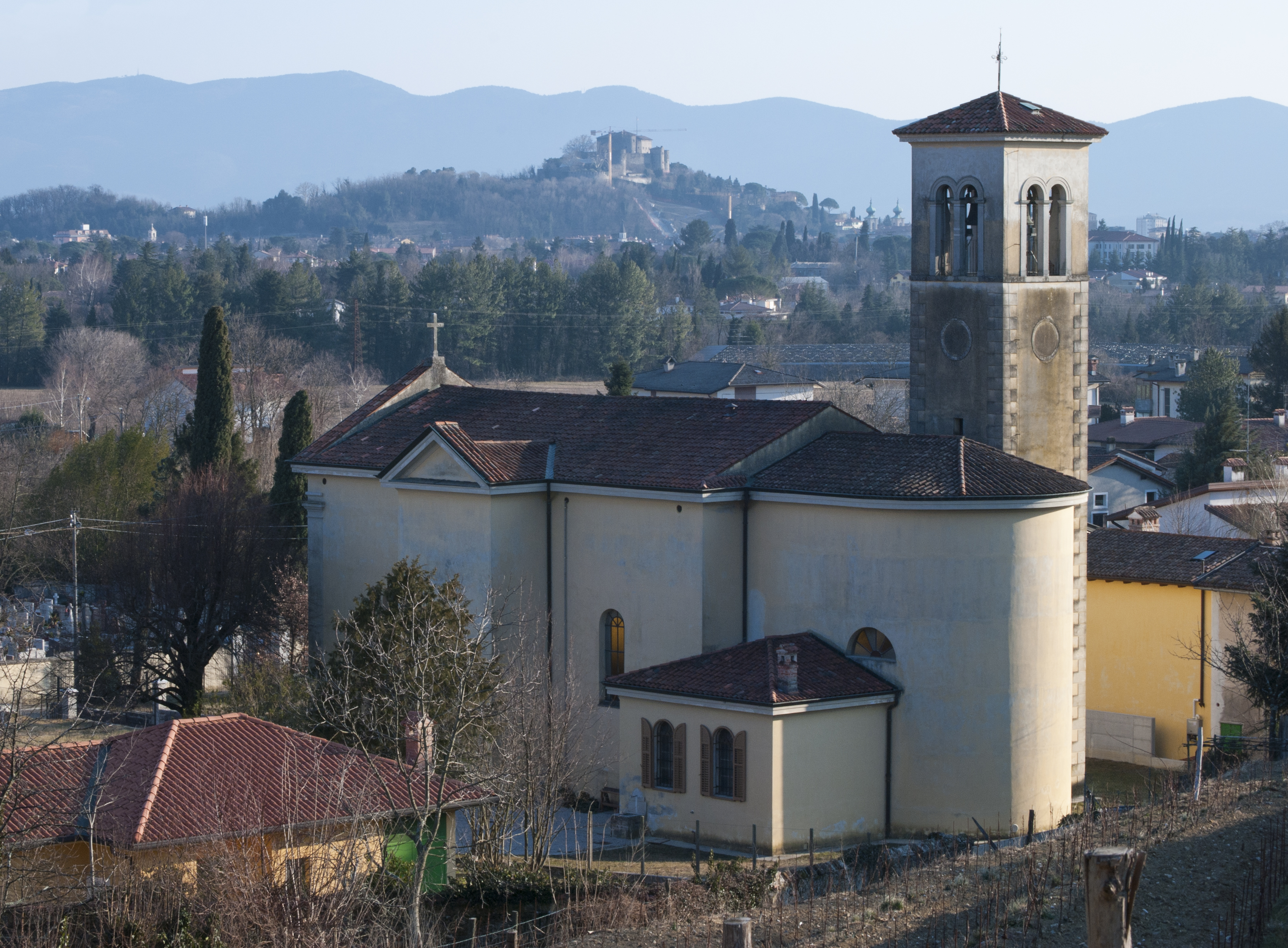
La chiesa di San Silvestro

La precedente chiesa di Piuma venne costruita al centro del paese nel XVIII secolo.
Questa chiesa venne distrutta durante la prima guerra mondiale.
Terminato il conflitto, si decise di riedificare la parrocchiale. I lavori di costruzione del nuovo edificio iniziarono nel 1924, ma procedettero a rilento, anche a causa del fallimento della ditta che si occupava dei lavori. 
La nuova parrocchiale poté essere consacrata soltanto nel 1931.